# クネ・ディルク・パルメンティエ

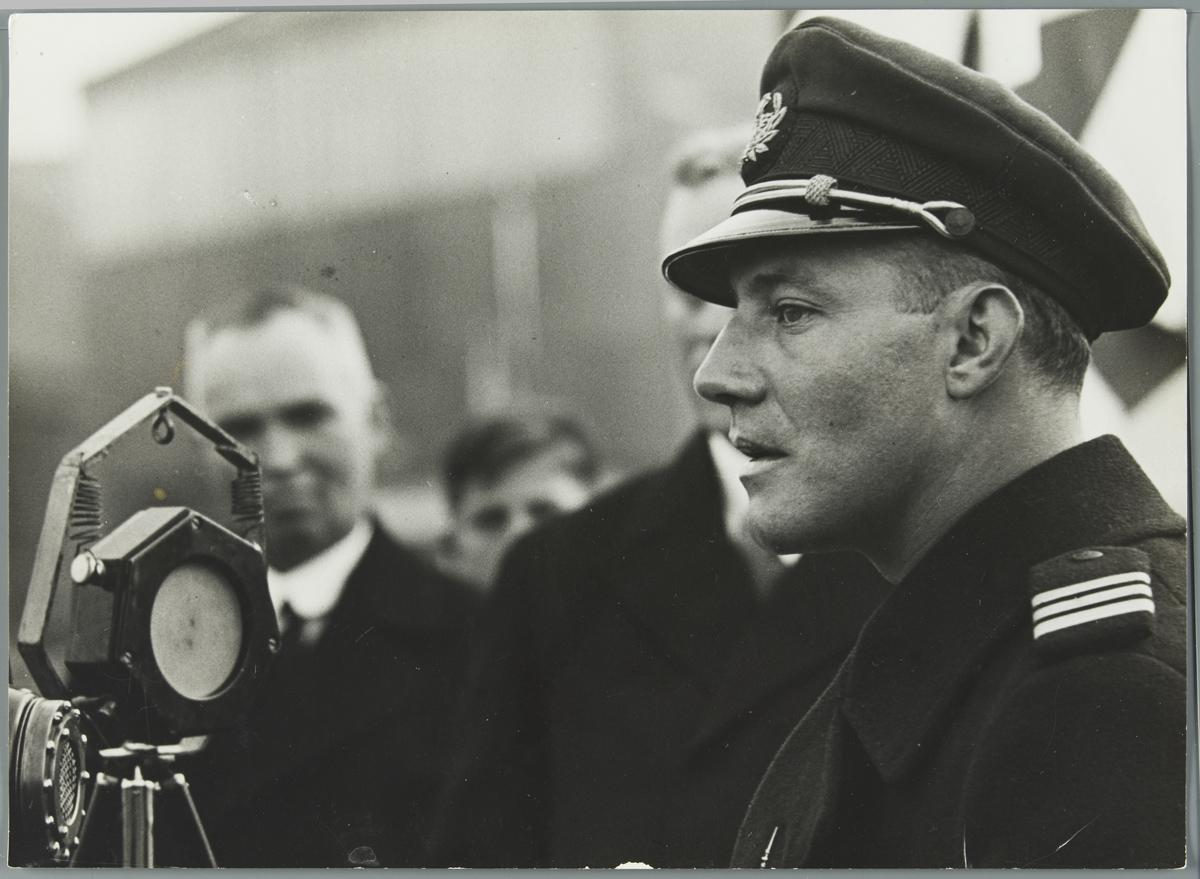
クネ・ディルク・パルメンティエ

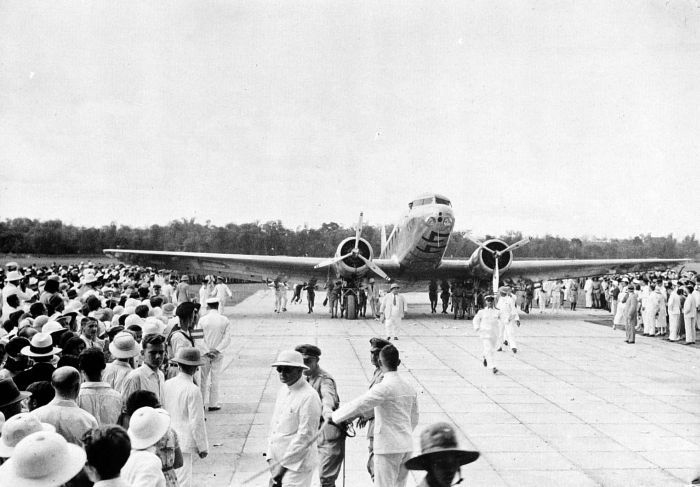
ジャワの"Uiver"号

クネ・ディルク・パルメンティエ（Koene Dirk Parmentier、1904年9月27日 - 1948年10月21日）はオランダの民間パイロットである。KLMのチーフパイロットであり、KLMオランダ航空の創立者のAlbert Plesmanの親友であった。1934年のマックロバートソン・エアレースで、DC-2で参加し、ハンディキャップ部門で優勝した。
アムステルダムで生まれた。1920年から1924年の間、フォッカーで働き、軍務についていた1927年に操縦士免許を得た。1929年にパイロットとなった。1934年にイギリスからオーストラリアのメルボルンまで長距離飛行レース、マックロバートソン・エアレースにKLMのDC-2、"Uiver"号の機長として参加した。副操縦士、January Moll、機関士Bouwe Prins、無線士Cor van Bruggeとともに搭乗し、乗客や貨物を搭載した旅客機で、多くの競技機に伍して総合2位で、ハンディキャップ部門で優勝した。唯一、このレースために製作された競技用機、DH.88コメットの1機だけに遅れた。乗組員たちはオランダに戻ると、国民的ヒーローとなり、パルメンティエは著書、"In drie dagen naar Australie"（『オーストラリアでの3日間』）を出版した。
1940年にオランダが占領された時、イギリスへ亡命したKLMのスタッフの1人となった。DC-3でイギリスへ飛び、イギリスでは、イギリスからリスボン、ジブラルタルへの運航を組織するのに貢献し、戦後受勲した。戦後はKLMの運行責任者を短期間務めた。
1948年10月20日深夜、ロッキード コンステレーションで悪天候のイギリスのグラスゴー空港に着陸するとき、高圧線に接触し墜落し、40名の犠牲者の出た事故で死亡した。